# 我的天才女友
《我的天才女友》是意大利小说家埃琳娜·费兰特创作的一部小说，为其“那不勒斯四部曲”的第一部，讲述二战后出生于那不勒斯的主人公童年时期的故事。本书被翻译为多国语言，成为了世界范围的畅销书。